# Vittseröds stenbrott
Vittseröds stenbrott är ett antal små stenbrott i närheten av Vittseröds gård vid Stockamöllan i Eslövs kommun. Vid flertalet av dessa stenbrott har det brutits höörsandsten och vid ett har det brutits diabas.

## Sandsten
Det finns åtta platser med fem–sex gravar på varje ställe, där sandsten har brutits, huvudsakligen till kvarnstenar, men också byggnadssten för Lunds domkyrka. Groparna har namn som Pågagravarna, Hallagravarna och Storegraven. En av dem kallas Lunnagropen,  vilken troligen är en täkt för sten till domkyrkan. Runtomkring i skogen finns fortfarande kasserade kvarnstenar kvar, liksom rester av en smedja, som har använts för att slipa stenhuggarnas verktyg.
Vid Helgo Zettervalls restaurering av Lunds domkyrka under andra hälften av 1800-talet togs nästan all sandsten från stenbrott i Vittseröd. AB Ringsjö Stenbrott drev sedan under en kort period från sekelskiftet 1800/1900 brytning i industriell skala både i Stanstorpsgraven vid Höör och vid Vittseröd.

## Diabas
Vid Vittseröd finns också ett litet stenbrott, där Höörs Marmor och Granit AB under något års tid på 1940-talet hade provbrytning av diabas för gravstenar. Kvar finns några uthuggna stenblock i bokskogen.